# Grace Chatto
Grace Chatto (Londres, 10 de dezembro de 1985) é uma musicalista e cantora inglesa do grupo de música eletrônica Clean Bandit.

## Educação
Grace frequentou a The Latymer School e a Westminster School, bem como a Royal Academy of Music. Ela estudou línguas modernas no Jesus College, Universidade de Cambridge, onde ela conheceu os membros da banda Jack Patterson e Neil Amin-Smith, com quem ela tocou em um quarteto de cordas. Chatto fala russo fluentemente.

## Prêmios e conquistas
O single "Mozart's House" do Clean Bandit alcançou o 17º lugar no UK Singles Chart quando relançado em 2013. Chatto ocupou uma posição ensinando violoncelo em uma escola quando foi lançado pela primeira vez, e sua aparição no videoclipe - em que ela apareceu em sua calcinha com um violino obstruindo o peito - levou-a a ser demitida depois que um pai reclamou. Em janeiro de 2014, eles fizeram seu primeiro single no Reino Unido com "Rather Be", com participação de Jess Glynne, apresentando elementos de música clássica e dance music. A música também alcançou o número 10 na Billboard Hot 100 dos EUA.
Juntamente com os outros membros do Clean Bandit, Jack Patterson e Luke Patterson, ela ganhou um Grammy Award de Melhor Dance Dance 2015 para a faixa "Rather Be" e foi indicado para dois Brit Awards em 2015 e 2017.
Chatto dirigiu o videoclipe do single "Rockabye" de 2016, com participação do rapper Sean Paul e a cantora Anne-Marie, e tornou-se seu segundo hit número um no Reino Unido, tornando-se o single número um de Natal de 2016 em sua sétima semana consecutiva em número um.

## Outros projetos

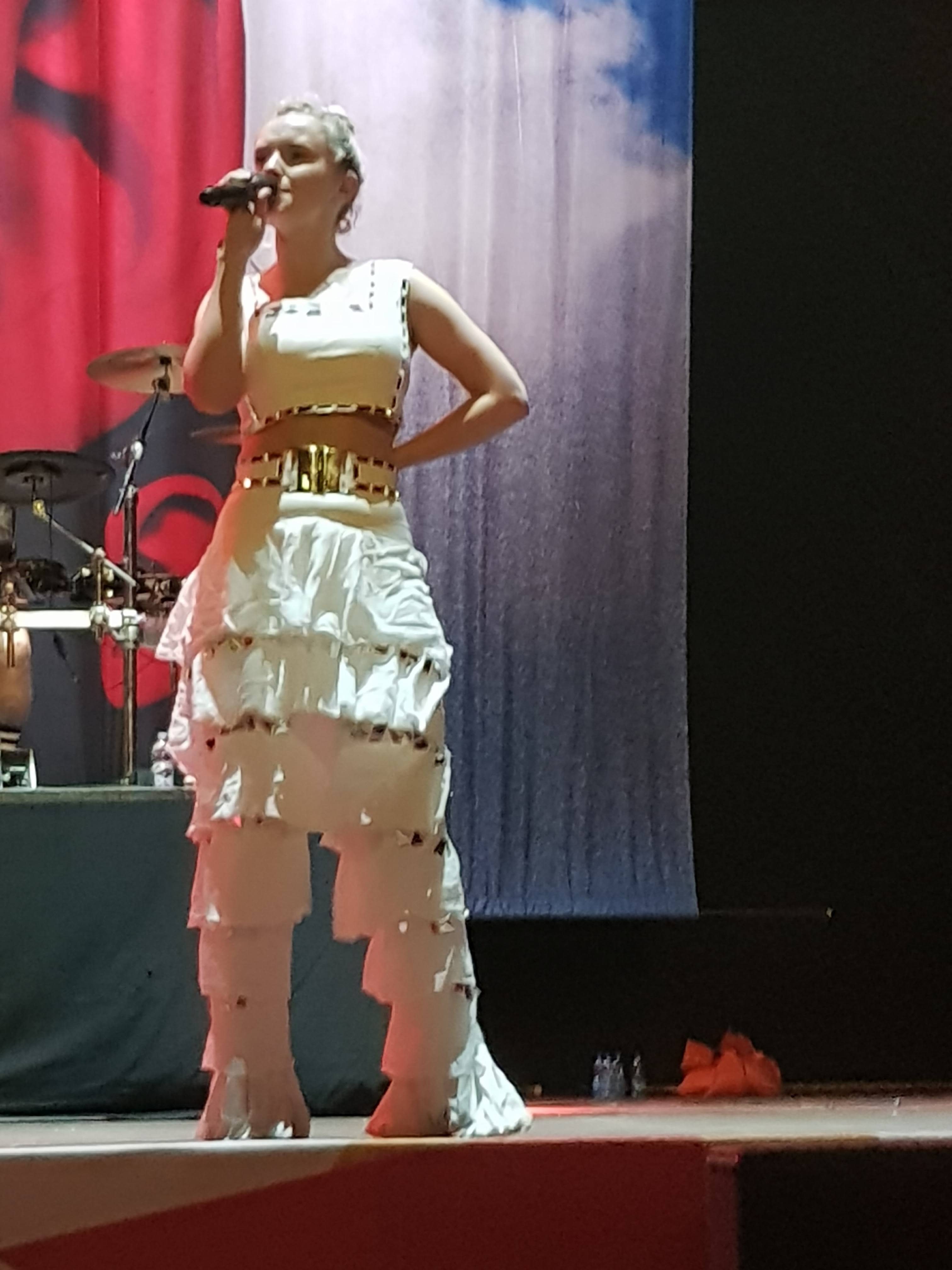
Grace Chatto com o Clean Bandit em concerto em Roma em 28 de junho de 2017.

Chatto e Jack Patterson formaram sua própria produtora de filmes, a Cleanfilm, para fazer videoclipes para eles e outros artistas. Chatto produziu e dirigiu vídeos com Jack Patterson desde o início da banda.
Chatto, com seu pai, formou um grupo de violoncelistas cantores chamados Massive Violins, com quem ela ainda se apresenta.